# Dougie jelmezben
A Dougie jelmezben (eredeti cím: Dougie in disguise) spanyol–kanadai–angol televíziós flash animációs sorozat. Az Egyesült Királyságban 2006-ban indult, Magyarországon a JimJam és a Kiwi TV tűzte műsorra.

## Ismertető
A főszereplő, Dougie, aki egy kisfiú, a szüleivel együtt él. A kedvenc játéka a matricaalbuma. Kutyájával, Timmel együtt a matricaalbumaikat nézegetik, és beleélik magukat a benne olvasható mesevilágába. Dougie külsőre egy hétköznapi kisfiú, de a képzeletének köszönhetően érdekes kalandok hőse lesz, a matricaalbumában. Minden egyes részben egy jelmezt ölt magára, és kutyájával, Timmel együtt indulnak el a kalandokra. Zenével és matricával színes világokat fedez fel, ezután egyre több ismerettel ébred. Miután végigmentek a kalandjaikon, anyukájának elmeséli, hogy Timmel együtt milyen jót játszottak a matricaalbummal, és azt is elmeséli, hogy ha majd nagy lesz, mi is szeretne lenni.

## Szereplők
- Dougie – A sorozat főszereplője, kutyájával, Timmel együtt jelmezbe bújva kalandokra indul a matricaalbumába, hogy eldöntse, mi szeretne lenni, ha nagy lesz.
- Dougie anyukája – Vacsoraidő előtt megkérdezi Dougitól és Timtől, milyen jót játszottak a matricaalbummal.
- Tim – Dougie kiskutyája, együtt tart Dougival kalandjai során.
- Kis-bagoly – A kis indiánfiú, szeret rosszalkodni és Dougie több jót is tanít neki.
- Kis-bagoly anyukája - Mikor hazaér fia Dougival, megérdeklődi Dougitól, hogy milyen jó fiú volt.
- Mary – Dougie egyik barátja, a farmon dolgozó kislány, állatokat tenyészt.
- Evy – Dougie egyik barátja, egy széthúzott szemű kislány, van egy cicája is.
- Elisa – Dougie egyik barátja, egy fekete hajú, barna bőrű kislány, szeret strandolni.
- Írisz – A tündér, az erdőben varázsfőzeteket készít és segít Douginak is.
- Wixi – A kis manólány, szereti megtréfálni az erdő állataid, de Dougienak köszönhetően, jó kis manó lesz és segít az állatokon.
- Kis manó – Egy kis manófiú, Dougie egyszer gombaházat varázsoltat neki és egy alkalommal meglepetést is visz hozzá.
- Hercegnő – A palota hercegnője, elalszik egy gonosz manó varázslatára és az udvari kakas hangja ébreszti fel.
- Eszkimó – Az északi-sarkon egy hókunyhóban lakik és játszik a hóban.
- Gazdasszony - A farmon készíti a tehenek által adott tejből a sajtot.
- Apród – A hercegnő palotájának udvarában szolgál.

## Epizódok

### 1. évad
1. Dougie farmerjelmezben (Dougie farmer)
2. Dougie hercegjelmezben (Dougie prince)
3. Dougie eszkimójelmezben (Dougie eskimo)
4. Dougie építészjelmezben (Dougie builder)
5. Dougie trubadúrjelmezben (Dougie troubadour)
6. Dougie manójelmezben (Dougie elf)
7. Dougie snowboardos jelmezben (Dougie snowboard)
8. Dougie erdőőrjelmezben (Dougie forest ranger)
9. Dougie lovagjelmezben (Dougie knight)
10. Dougie tűzoltójelmezben (Dougie fireman)
11. Dougie bohócjelmezben (Dougie clown)
12. Dougie juhászjelmezben (Dougie shepherd)
13. Dougie búvárjelmezben (Dougie diver)
14. Dougie búvárjelmezben (Dougie scuba diver)
15. Dougie feltalálójelmezben (Dougie inventor)
16. Dougie futójelmezben (Dougie runner)
17. Dougie ősemberjelmezben (Dougie caveman)
18. Dougie nyomozójelmezben (Dougie detective)
19. Dougie postásjelmezben (Dougie postman)
20. Dougie pilótajelmezben (Dougie pilot)
21. Dougie hegymászójelmezben (Dougie briker)
22. Dougie pékjelmezben (Dougie baker)
23. Dougie festőjelmezben (Dougie painter)
24. Dougie haljelmezben (Dougie fish)
25. Dougie kertészjelmezben (Dougie gardener)
26. Dougie mozdonyvezető jelmezben (Dougie engine driver)

1. Dougie botanikusjelmezben (Dougie botanist)
2. Dougie játékkészítő jelmezben (Dougie toymaker)
3. Dougie molnárjelmezben (Dougie miller)
4. Dougie patkányfogójelmezben (Dougie pied piper)
5. Dougie indiánjelmezben (Dougie american indian)
6. Dougie robotjelmezben (Dougie robot)
7. Dougie tökjelmezben (Dougie pumpkin)
8. Dougie kalandorjelmezben (Dougie adventurer)
9. Dougie favágójelmezben (Dougie woodcutter)
10. Dougie hüvelyk Matyi jelmezben (Dougie tom thumb)
11. Dougie szobrászjelmezben (Dougie sculptor)
12. Dougie ceruzajelmezben (Dougie pencil)
13. Dougie fagylaltos jelmezben (Dougie ice-cream man)
14. Dougie vízvezeték szerelőjelmezben (Dougie plumber)
15. Dougie fényképészjelmezben (Dougie photographer)
16. Dougie forgalmi rendőrjelmezben (Dougie traffic police man)
17. Dougie ácsjelmezben (Dougie carpenter)
18. Dougie dzsungelkirály Tarzan jelmezben (Dougie king of the jungle)
19. Dougie mesemondójelmezben (Dougie storyteller)
20. Dougie léghajósjelmezben (Dougie ballon pilot)
21. Dougie szerelőjelmezben (Dougie mechanic)
22. Dougie cowboyjelmezben (Dougie cowboy)
23. Dougie művészjelmezben (Dougie artist)
24. Dougie macskajelmezben (Dougie cat)
25. Dougie aranyásójelmezben (Dougie gold prospector)
26. Dougie életmentő (Dougie lifeguard)